# Only C
Nguyễn Phúc Thạch (sinh ngày 20 tháng 2 năm 1988), thường được biết đến với nghệ danh Only C, là một nam nhạc sĩ, ca sĩ kiêm nhà sản xuất thu âm người Việt Nam.

## Tiểu sử
Only C là một cựu học sinh của Trường Trung học phổ thông Phan Châu Trinh, Đà Nẵng nên vẫn thường được mời về với tư cách khách mời đặc biệt vào dịp Hội Diễn văn nghệ Shine được tổ chức thường niên.
Only C có năng khiếu âm nhạc, từ nhỏ đã được bố truyền đạt và cho tiếp xúc với âm nhạc. Anh biết chơi guitar, piano, trống năm 16 tuổi, không qua trường lớp đào tạo.
Only C cùng những người bạn của mình là N Wind, L.T.B và Emcee L (Mr Lonely) thành lập nhóm nhạc underground mang tên Traisway Band (2006 - 2008)
Năm 18 tuổi đi tu nghiệp, học kỹ năng phòng thu tại Singapore.
Sau đó, anh trở về nước và chính thức làm việc chuyên nghiệp với vai trò là nhà sản xuất, nhạc sĩ. Dự án đầu tiên của anh là sản xuất và sáng tác cho album Try To Up của Khổng Tú Quỳnh phát hành vào năm 2009.
Năm 2011, anh làm nhà sản xuất âm nhạc và sáng tác cho nhóm nhạc 365 cho đến lúc nhóm tan rã, sau khi nhóm tan rã anh không sáng tác cho bất kỳ thành viên nào trong nhóm (trừ ca khúc "Em chưa 18" do thành viên Will trình bày) mà chỉ tham gia sản xuất âm nhạc một thời gian ngắn.
Only C được biết đến nhiều hơn sau khi ra mắt ca khúc "Anh không đòi quà" với Karik vào năm 2013.
Anh cũng là nhà sản xuất âm nhạc cho đội của ca sĩ Isaac trong chương trình Hòa âm Ánh sáng mùa 1 và đã đoạt giải Ba.

## Đời tư
Ngày 25 tháng 1 năm 2015, Only C cưới vợ tên Nguyễn Ngân Hà, sinh năm 1993, từng là du học sinh tại Úc. Ngày 31 tháng 8 năm 2015, hai người có con trai đầu lòng Teddy.

## Sản phẩm âm nhạc

### Sáng tác
- "Khuất xa" (ft. Khổng Tú Quỳnh)
- "My life" (ft.Khổng Tú Quỳnh)
- "R&B buồn" (Khổng Tú Quỳnh)
- "Vội vàng" (Khổng Tú Quỳnh)
- "Nhớ"
- "Ánh sáng" (ft. T.I.N)
- "Beautiful girl" (Minh Hằng)
- "Muộn màng" (Triệu Hoàng)
- "Mưa Luna"
- "Vì anh"
- "Không gian vắng" (Miu Lê)
- "Nhớ quá khứ (Last Valentine)" (Miu Lê)
- "Làn mưa ấm" (Miu Lê ft. Trịnh Thăng Bình)
- "Riêng mình em" (Miu Lê)
- "Đã từng yêu" (Khổng Tú Quỳnh, Miu Lê)
- "Bến tình yêu" (Khổng Tú Quỳnh ft. Ngô Kiến Huy)
- "Em nhớ anh" (Miu Lê)
- "Ta là cho nhau" (ft. Miu Lê)
- "Yêu em" (Khổng Tú Quỳnh ft. Ngô Kiến Huy)
- "Nơi anh không thuộc về (No love no life)" (nhóm 365) (đồng sáng tác với Jong Kay)
- "Follow me (Quên đi âu lo)" (nhóm 365) (đồng sáng tác với Jong Kay)
- "Anh sợ mất em" (nhóm 365) (đồng sáng tác với Jong Kay)
- "Ác mộng" (nhóm 365) (đồng sáng tác với Jong Kay)
- "Anh không đòi quà" (ft. Karik)
- "Đắng lòng thanh niên" (ft. Avatar Boys)[6]
- "Single lady" (Bảo Thy)
- "Quay về" (nhóm 365)
- "Hai cô tiên" (Ngày nảy ngày nay OST) (nhóm 365) (đồng sáng tác với Hoàng Long, Lou Hoàng remix)
- "Sexy lady" (Ngày nảy ngày nay OST) (Will) (đồng sáng tác với Hoàng Long)
- "Anh đã sai" (nhóm 365) (đồng sáng tác với Jong Kay)
- "Ngày em đi" (ft. Lou Hoàng)
- "Vụt tan đi" (Miu Lê)
- "Chất riêng của anh" (ft. Lou Hoàng)
- "Phở" (Kungfu Phở OST) (ft. Lou Hoàng)[7]
- "Mãi luôn gần nhau"
- "Tạm biệt em" (ft. Lou Hoàng)
- "Tắt đèn" (ft. Isaac)
- "Mr. Right (Khi anh yêu em)" (Isaac) (lời của Mr. Doji)
- "Hãy đợi đấy" (ft. Lou Hoàng)[8]
- "Selfie (Chuyện tình Lọ Lem)" (nhóm 365)
- "Vẫn luôn chờ mong" (Hương Tràm)
- "Yêu một người có lẽ" (Miu Lê ft. Lou Hoàng)[9]
- "Sau lưng anh sẽ là" (ft. Binz)
- "Em có yêu anh không" (ft. Lou Hoàng)
- "Phải làm gì để quên"
- "Yêu em trọn đời"
- "Bống bống bang bang" (Tấm Cám: Chuyện chưa kể OST) (nhóm 365) (đồng sáng tác với Nguyễn Phúc Thiện)
- "Không còn nhau" (ft. Trương Lệ Vân)
- "Yêu không nghỉ phép" (ft. Isaac)
- "Đếm ngày xa em" (ft. Lou Hoàng)[10]
- "Giá như anh lặng im" (ft. Lou Hoàng ft. Quang Hùng)
- "Yêu nhau dài lâu" (ft. Bảo Thy)
- "Não cá vàng" (ft. Lou Hoàng)
- "Yêu là tha thu" (Em chưa 18 OST)
- "Em chưa 18" (Em chưa 18 OST) (Will ft. Lou Hoàng)
- "Bước chân cổ tích" (Isaac ft. Gia Khiêm ft. Bảo An)
- "Vị quê nhà" (Noo Phước Thịnh ft. Lou Hoàng)
- "L.O.V.E" (Lou Hoàng)
- "Yêu đi đừng sợ" (Yêu đi, đừng sợ! OST)
- "Cô Ba Sài Gòn" (Cô Ba Sài Gòn OST) (Đông Nhi)
- "Say goodbye" (Hồ Ngọc Hà)
- "Do em quá tệ" (Isaac ft. Lou Hoàng)
- "Thấy là yêu thương"
- "Everyday"
- "Yes, I do" (ft. Lou Hoàng)
- "Bình tĩnh sống" (19 nghệ sĩ)
- "Nobody" (Lou Hoàng ft. Keng)
- "Quan trọng là thần thái" (ft. Karik)
- "Yêu đơn phương" (ft. Karik)
- "Đời dạy tôi" (Ông ngoại tuổi 30 OST)
- "Vì yêu là nhớ" (Ông ngoại tuổi 30 OST) (Han Sara) [11]
- "Ba trăm ba mươi ba nhịp yêu"
- "Con gái khi yêu" (Han Sara)
- "Đau để trưởng thành"
- "Trạng Tí" (nhóm 365) (đồng sáng tác với Nguyễn Phúc Thiện, Lou Hoàng viết lời)
- "Oh my love" (nhóm 365)
- "Cười lên đi em" (nhóm 365)
- "Mình là gì của nhau" (Lou Hoàng)
- "Saigon here we come" (nhóm 365) (đồng sáng tác với Clownd Hoàng)
- "Cảm giác lúc ấy sẽ ra sao" (đồng sáng tác với Hưng Cacao) (Lou Hoàng)
- "2 giờ chiều" (ft. Lou Hoàng)
- "Cất cánh du xuân" (Bảo Thy)
- "I love you" (Will (2/2012) & Miu Lê (4/2012))
- "Tan vỡ (Imma heartbreaker)" (MiA) (đồng sáng tác với Jong Kay)
- "R.E.D" (MiA) (Isaac viết lời)
- "Người đừng lừa dối" (với Cao Cẩm Tú, Tronie Ngô) (đồng sáng tác với Jong Kay)
- "Janus phiên bản nam - Thần thái đẹp trai" (với Isaac) (viết lời dựa trên nền nhạc "Quan trọng là thần thái" - sáng tác của Only C)
- "Có lẽ anh chưa từng" (với Karik) (Karik viết lời rap, viết lời với Lou Hoàng)
- "Có chơi có chịu" (với Karik) (đồng sáng tác với Karik)
- "Đợi chờ người xứng đáng" (với Blacka) (đồng sáng tác với Jun Phạm)
- "Tuyệt vời Đà Nẵng"
- "Khép mi trong đêm" (Ưng Hoàng Phúc)
- "Cô đơn đã quá bình thường" (Miu Lê) (Lou Hoàng viết lời)
- "Búng cái có liền" (ft. Ricky Star)

### MV
- 3 phút lên đỉnh
- Anh đã sai
- Anh không đòi quà (với Karik)
- Anh không đòi quà (Version 2) (với Karik)
- Búng cái có liền (với Ricky Star)
- Có chơi có chịu (với Karik)
- Có lẽ anh chưa từng (với Karik)
- Đếm ngày xa em (với Lou Hoàng)
- Đời dạy tôi
- Gọi tên cô đơn
- Hãy đợi đấy (Nupakachi) (với Lou Hoàng)
- I love you
- Janus phiên bản nam - Thần thái đẹp trai (với Isaac)
- Người đáng thương là anh
- Ngày em đi (với Lou Hoàng)
- Người đừng lừa dối (với Cao Cẩm Tú, Tronie Ngô)
- Thấy là yêu thương
- Tuyệt vời Đà Nẵng
- Yêu không nghỉ phép (với Isaac)
- Yêu là "tha thu"
- Yêu đi đừng sợ
- Yêu đơn phương (với Karik)

## Thành tích
- Ca khúc Song ca/Nhóm ca Được yêu thích nhất Zing Music Awards 2015
- Top 10 nhạc sĩ được yêu thích nhất Làn Sóng Xanh 2015
- Top 10 nhạc sĩ được yêu thích nhất Làn Sóng Xanh 2016
- Ca khúc Song ca/Nhóm ca Được yêu thích nhất Zing Music Awards 2016
- Ca khúc nhạc phim được yêu thích Zing Music Awards 2017
- Top 10 nhân vật truyền cảm hứng của We Choice Awards 2017
- Nhạc sĩ của năm Zing Music Awards 2018